# Ave Maria Grotto
Ave Maria Grotto es un parque en una antigua cantera en los terrenos de la abadía de San Bernardo en Cullman, Alabama, Estados Unidos. Tiene una extensión de 16 000 m², proporcionando un jardín para 125 reproducciones en miniatura de algunas de las estructuras religiosas más famosas del mundo. Fue agregado al Registro de Monumentos y Patrimonio de Alabama el 24 de febrero de 1976 y al Registro Nacional de Lugares Históricos el 19 de enero de 1984.

## Historia
Las maquetas de piedra y hormigón son obra del hermano Joseph Zoettl, monje benedictino de la abadía de San Bernardo, que dedicó al proyecto unos 50 años, las últimas tres décadas (1932 a 1961) casi sin interrupción. Incorporan materiales de construcción desechados, ladrillos, mármoles, tejas, tuberías, conchas marinas, animales de plástico, bisutería, flotadores de inodoros y tarros de crema fría.
Nacido en 1878 en el Reino de Baviera, el hermano Joseph quedó mutilado en un accidente que lo dejó ligeramente encorvado debido a una cifosis cervical. Emigró a los Estados Unidos cuando era adolescente y se estableció en el norte de Alabama. Poco después, comenzó a estudiar en el recién fundado monasterio benedictino de San Bernardo, donde tomó sus votos en 1897. No se le permitió ser ordenado sacerdote, debido a la regla de la época que establecía que cualquier hombre con una discapacidad que distrajera no podía ser ordenado sacerdote. Dirigía la planta de energía del monasterio y era, incluso para los estándares de un monje, un hombre reservado y tranquilo. El hermano Joseph rara vez salió de Alabama, donde falleció en 1961.

## Descripción
La exhibición se extiende a lo largo de un sendero boscoso que serpentea pasando por varios grupos de edificios construidos en una ladera empinada. Predominan las catedrales y monasterios católicos, en particular la Basílica de San Pedro, la Abadía de Monte Cassino y el Santuario de Nuestra Señora de Lourdes, junto con escenas de la antigua Jerusalén, de ahí el sobrenombre de la gruta, "Jerusalén en miniatura". La mitad de la ladera presenta edificios y escenas de Tierra Santa. También se muestran varios edificios seculares y el templo pagano ocasional, incluida la Misión de El Álamo, la Torre Inclinada de Pisa, las misiones españolas, los castillos alemanes, los santuarios sudafricanos, el Templo de las Hadas de Hansel y Gretel, e incluso la Central eléctrica de Bernard Abbey, donde el monje trabajaba.
Cerca del final del camino se encuentra una Torre de Babel imaginaria, que recuerda el intento vanaglorioso de los humanos de construir una torre hacia los cielos. Cerca del final, una Torre de Gracias expresa la gratitud del hermano Joseph por el apoyo que recibió a lo largo de los años en la construcción de sus esculturas.
Aunque ejecutado con gran detalle, la escala de los edificios a menudo está distorsionada, con torres y contrafuertes demasiado grandes o pequeños, como lo reconoce la literatura in situ. Una cueva artificial central constituye la Gruta del Ave María propiamente dicha, con un techo con incrustaciones de estalactitas y estatuas de la Virgen María y una variedad de monjes y monjas.
Una representación ficticia de la Gruta sirve como telón de fondo para la historia de amor de Jacob Appel, Winter Honeymoon.